# Табачная фабрика
ЦСИ «Табачная фабрика» — центр современного искусства в Ростове-на-Дону, располагавшийся на территории старых «асмоловских» цехов ОАО «Донской табак» в самом центре города, на улице Красноармейская, дом 170, в 2010 году во время проведения Первой Южно-российской биеннале современного искусства.

## История
История ЦСИ «Табачная фабрика» началась в конце 2009 года, когда на этапе подготовки Первой Южно-российской биеннале современного искусства была достигнута договоренность с владельцами бизнеса, что на 1,5 тыс. кв. м. Донской табачной фабрики, выехавшей из своих старых корпусов в центре города, разместятся секции биеннале «С-В-Я-З-И connection» и «Waterлиния». Чуть позднее в прессе появилась информация о том, что на площадях старых цехов под названием Центр современного искусства «Табачная фабрика» будут экспонироваться специальные проекты Первой Южно-российской биеннале.
Открытие Центра современного искусства «Табачная фабрика» состоялось 24 мая в рамках первой Южно-Российской биеннале современного искусства. Депутат Государственной Думы РФ Иван Саввиди, владелец здания, в своём выступлении на открытии биеннале заявил: «В известной степени это санация окружающей среды и души человека. Мы, профессиональные табачники, будем считать это событие компенсацией того физического ущерба, который наносим здоровью человеку».
После открытия биеннале в прессе появилось сообщение, что «Группа АГРОКОМ» планирует предоставить помещение бывшей табачной фабрики под стационарный Центр современного искусства. Более того, на официальном сайте группы «Агроком» 4 июня 2010 года появилось сообщение пресс-центра группы, в котором говорилось: «Сегодня старое здание „табачки“ получило второе рождение. По завершении биеннале в цехах разместиться постоянно действующий центр современного искусства „Табачная фабрика“. Участие в значимых городских и региональных проектах — одно из основных направлений социальной ответственности „Группы Агроком“».
На площади третьего этажа табачной фабрики разместились пять из 12 проектов Первой Южно-российской биеннале современного искусства: «Спальный район — 2», «С-В-Я-З-И-Connection», «Ограниченная зона. Видео-арт», «Красный угол», «Молодые мумии».
В октябре 2010 года на территории ЦСИ «Табачная фабрика» была проведена выставка немецкой художницы Кристины Шнаппенбург «Скульптуры света» в рамках «Дней Германии» в Ростове-на-Дону.
Продолжения эта инициатива по созданию Центра современного искусства не получила.

## Мировой опыт
Тенденция использовать заброшенные или высвобождаемые производственные площади под выставочное пространство не нова и достаточно популярна. Из интересных совпадений можно привести следующие:
- Культурный центр «Multihus Tobaksfabrikken» («Табачная фабрика») — Эйсберг, Дания[7].
- Культурный центр «The Tobacco Factory» («Табачная фабрика») — Бристоль, Великобритания[8].
- Экспозиция XXVI Международной биеннале графического искусства (2005) в городе Любляна (Словения) была развернута в огромном здании старой табачной фабрики[9].
- В рамках «Манифеста 7» (2008) в городе  Роверето (Италия) на территории бывшей местной табачной фабрики был представлен проект «Основная надежда»/«The Principle Hope» (куратор — Адам Будак)[10][11].
- В 2011 году на территории пермской табачной фабрики «Астра» в рамках фестиваля «Белые ночи в Перми» были реализованы арт-проекты художников из Санкт-Петербурга, Самары, Перми, Твери и Нижнего Новгорода[12].